# 니콘 Z7
니콘 Z7은 니콘의 미러리스 렌즈 교환식 카메라이다. Z7은 2018년 8월 23일에 공식적으로 발표되어, 같은 해 9월 출시되었다. Z7은 니콘의 새로운 Z 마운트 시스템을 사용한 첫번째 카메라이다.
2019년 9월까지 총 7종의 Z 마운트 렌즈 Nikkor Z 24–70 mm f/4 S, Nikkor Z 35 mm f/1.8 S, Nikkor Z 50 mm f/1.8 S, Nikkor Z 24–70 mm f/2.8 S, Nikkor Z 14–30 mm f/4 S, Nikkor Z 85 mm f/1.8 S 및 Nikkor Z 24 mm f/1.8 S가 발표되었다. Z 마운트 렌즈 이외에도, FTZ 마운트 어댑터 액세서리를 장착하여 니콘의 F 마운트 렌즈들을 사용 가능하다.

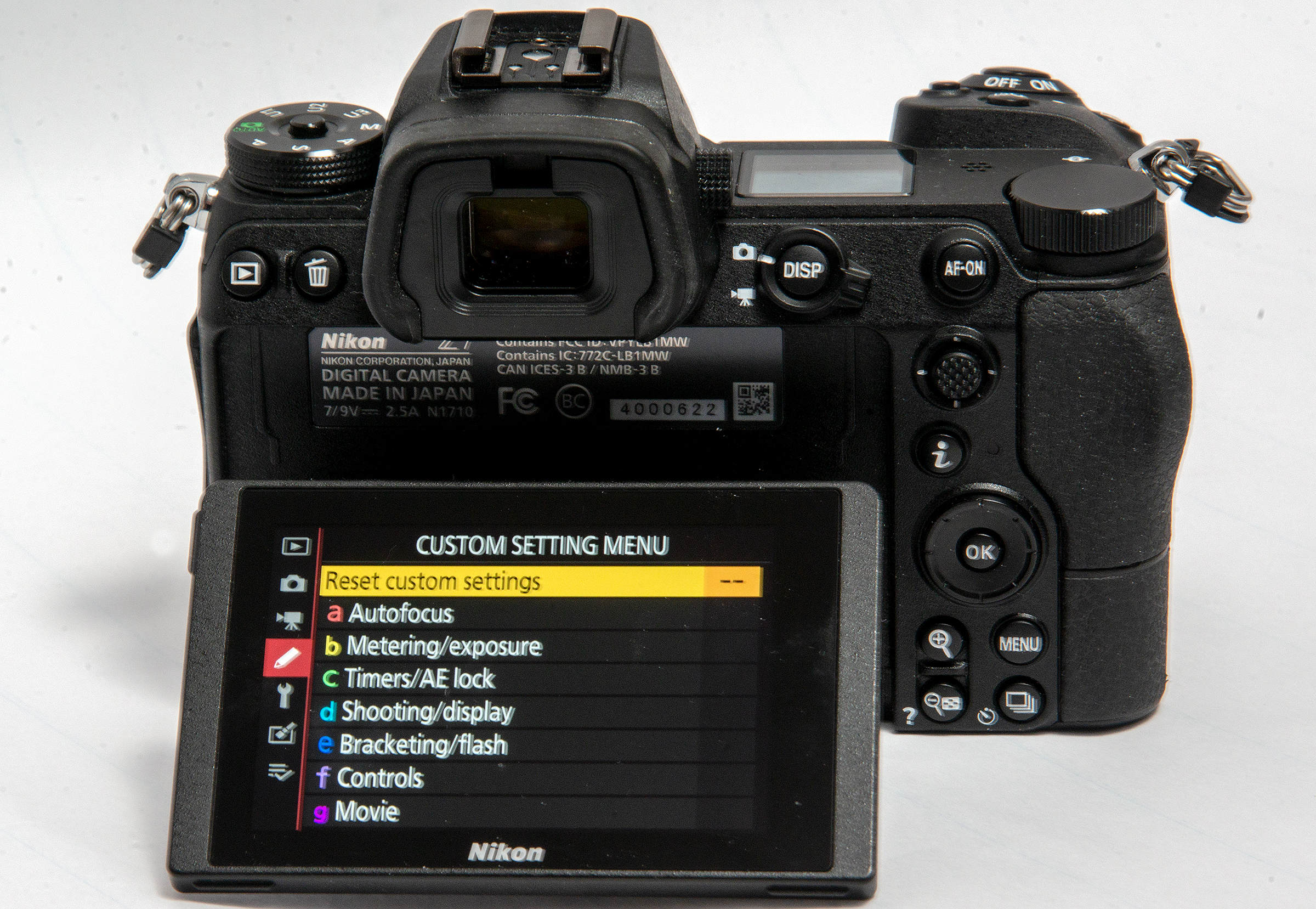
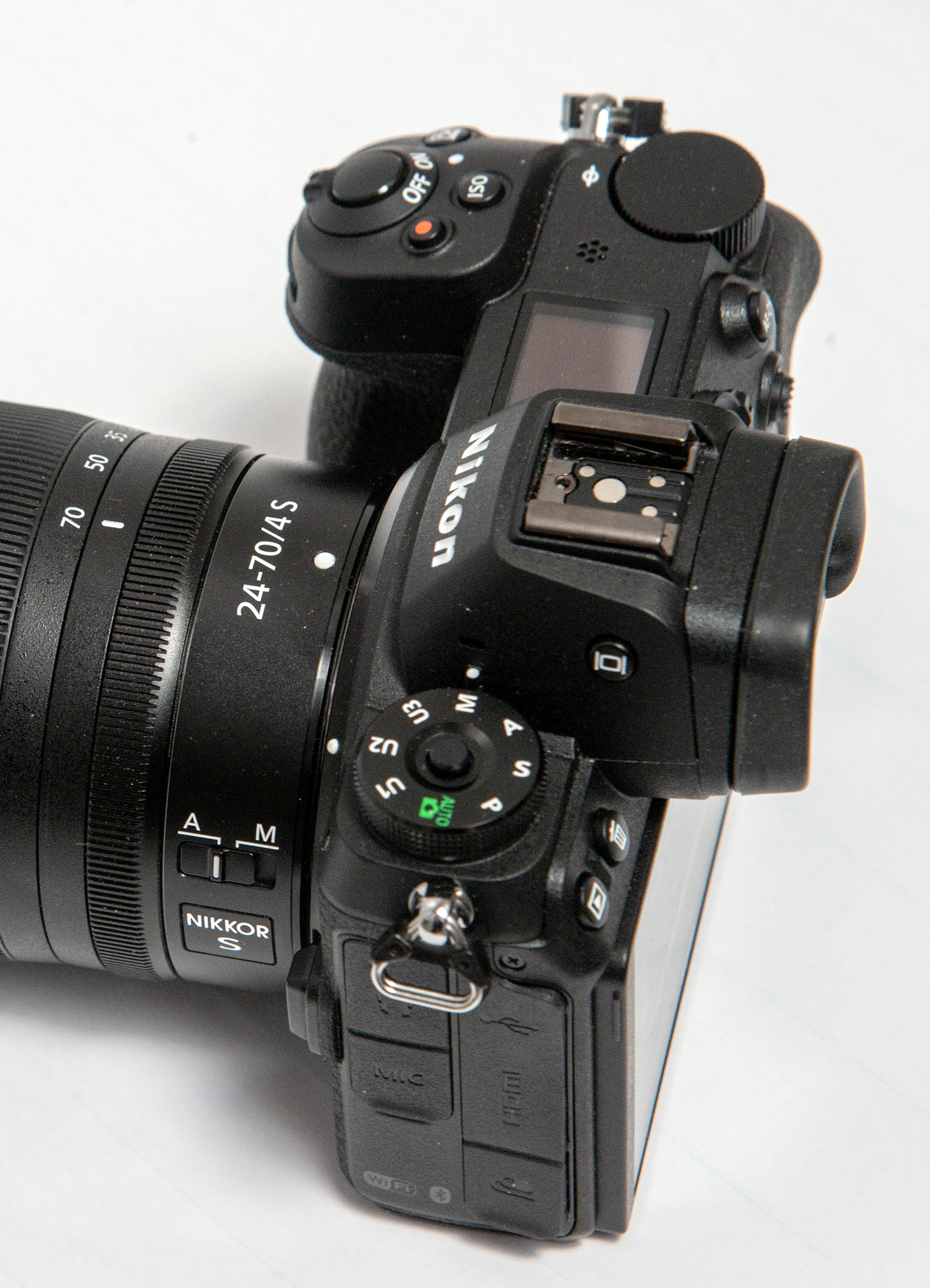
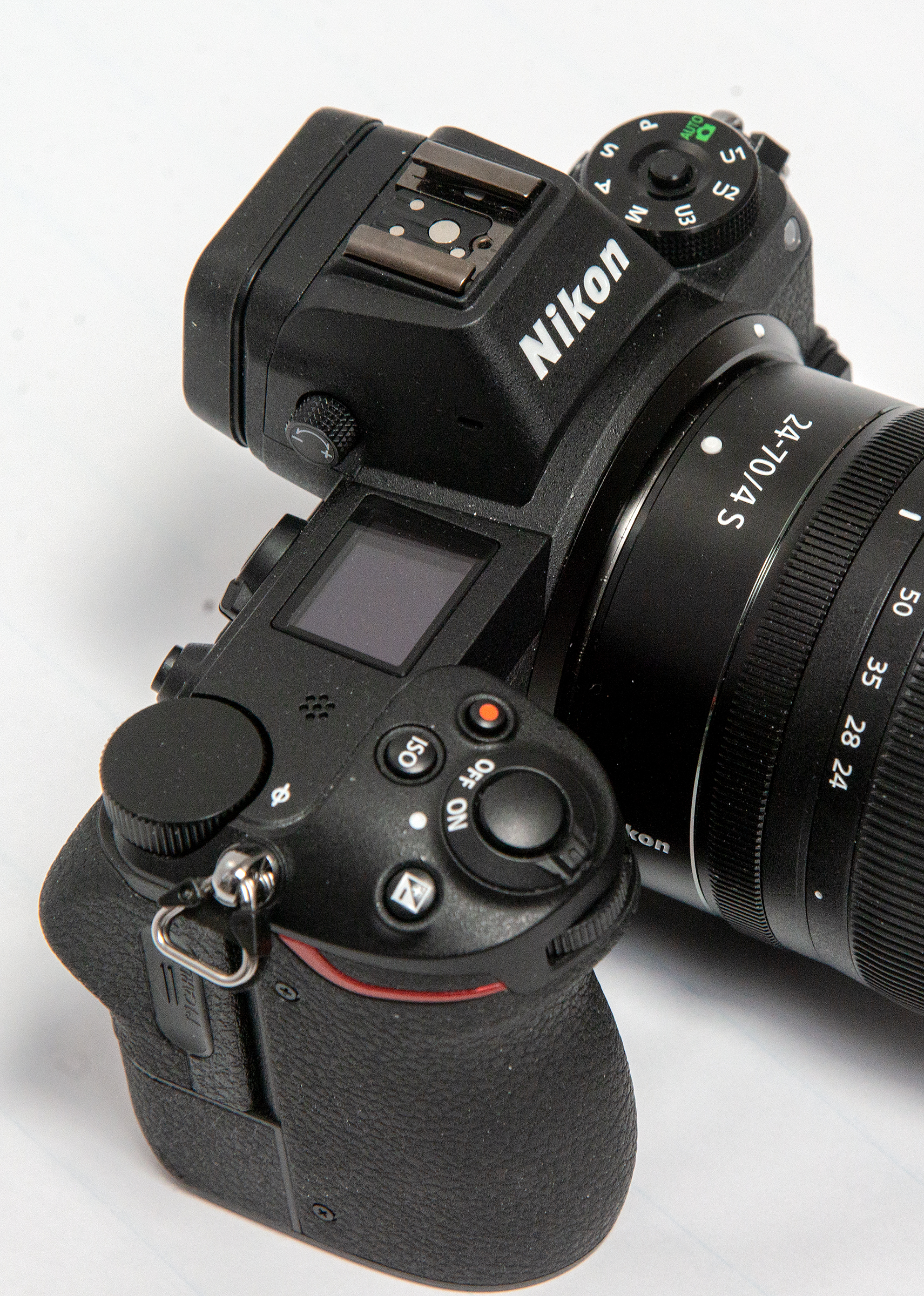
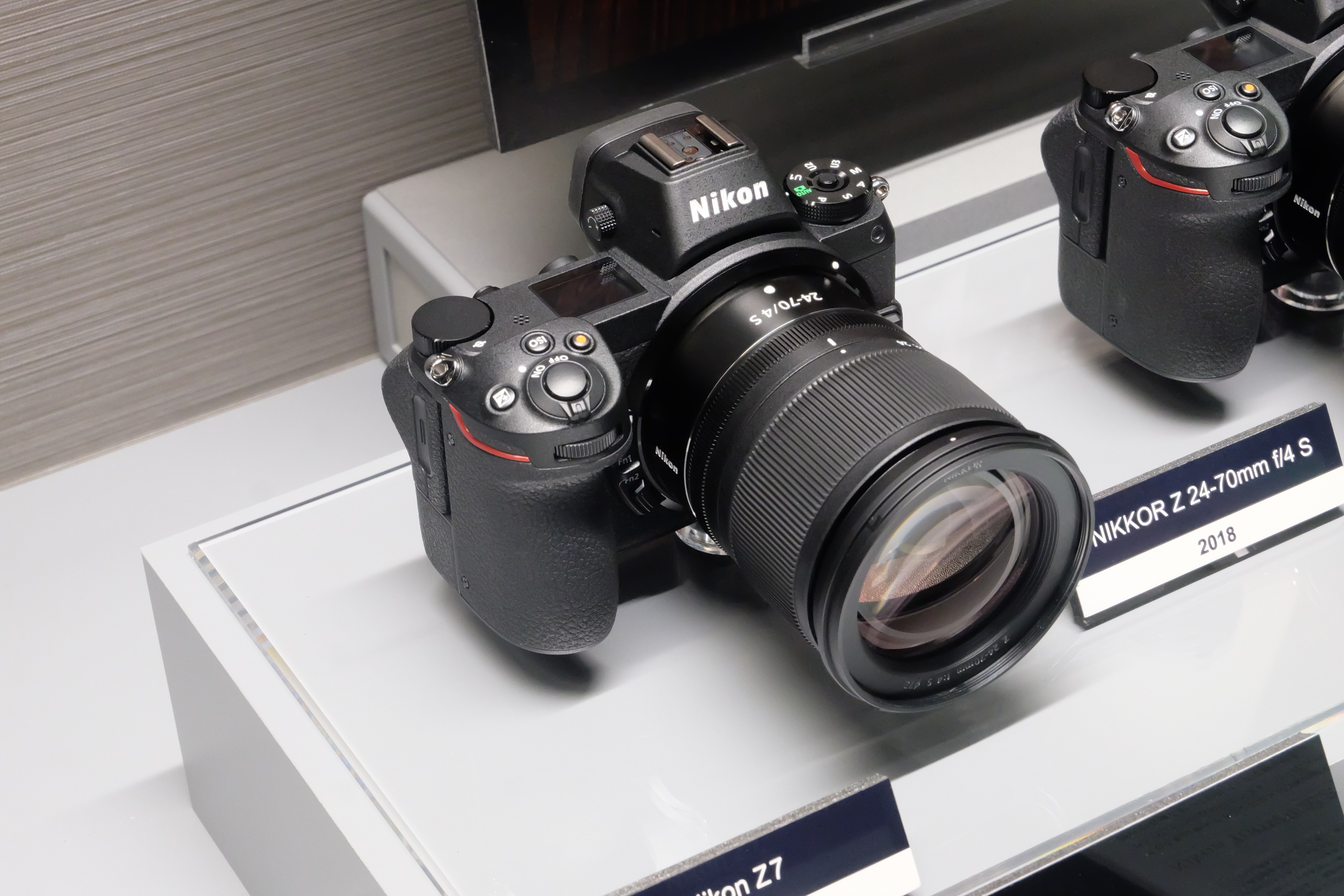
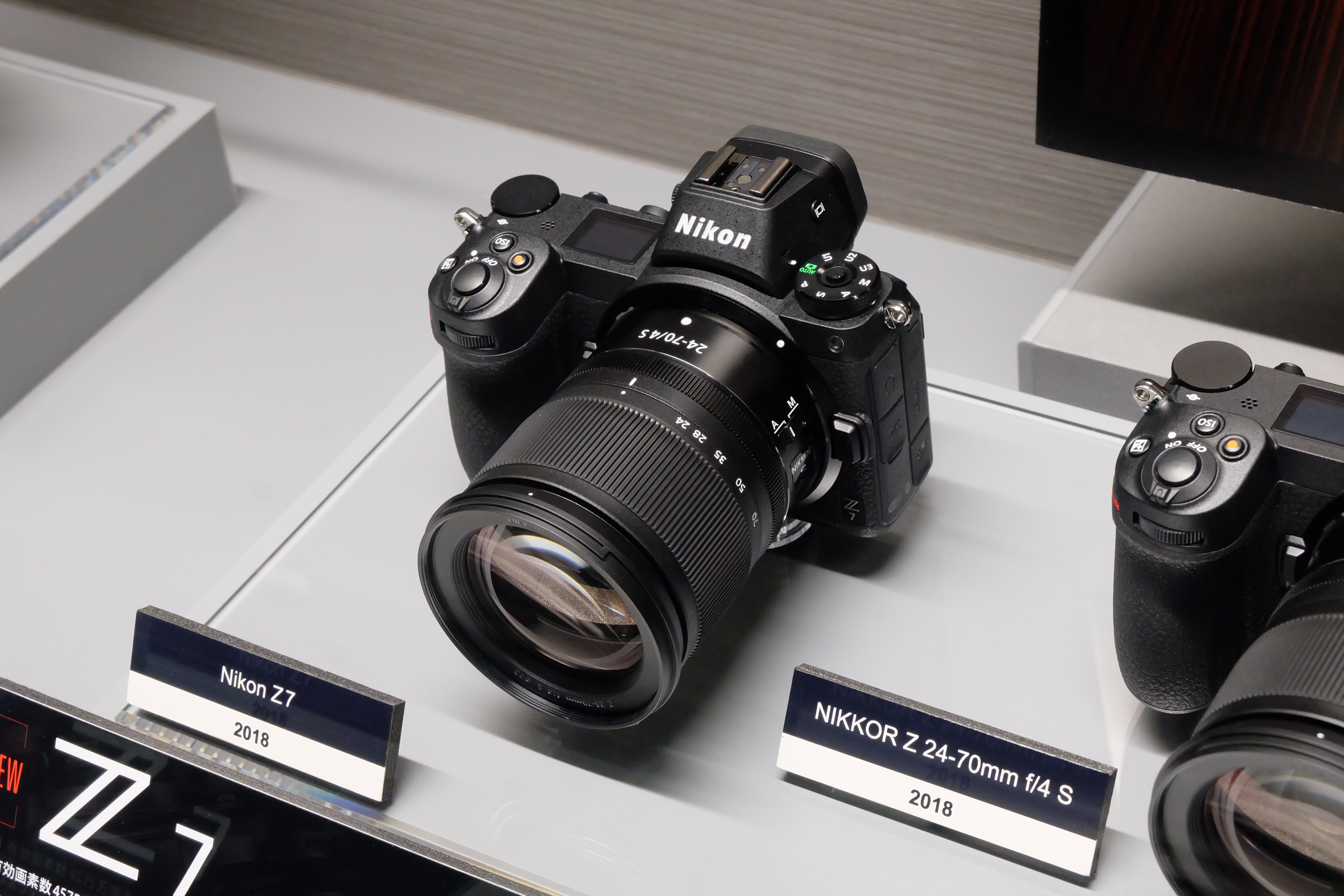
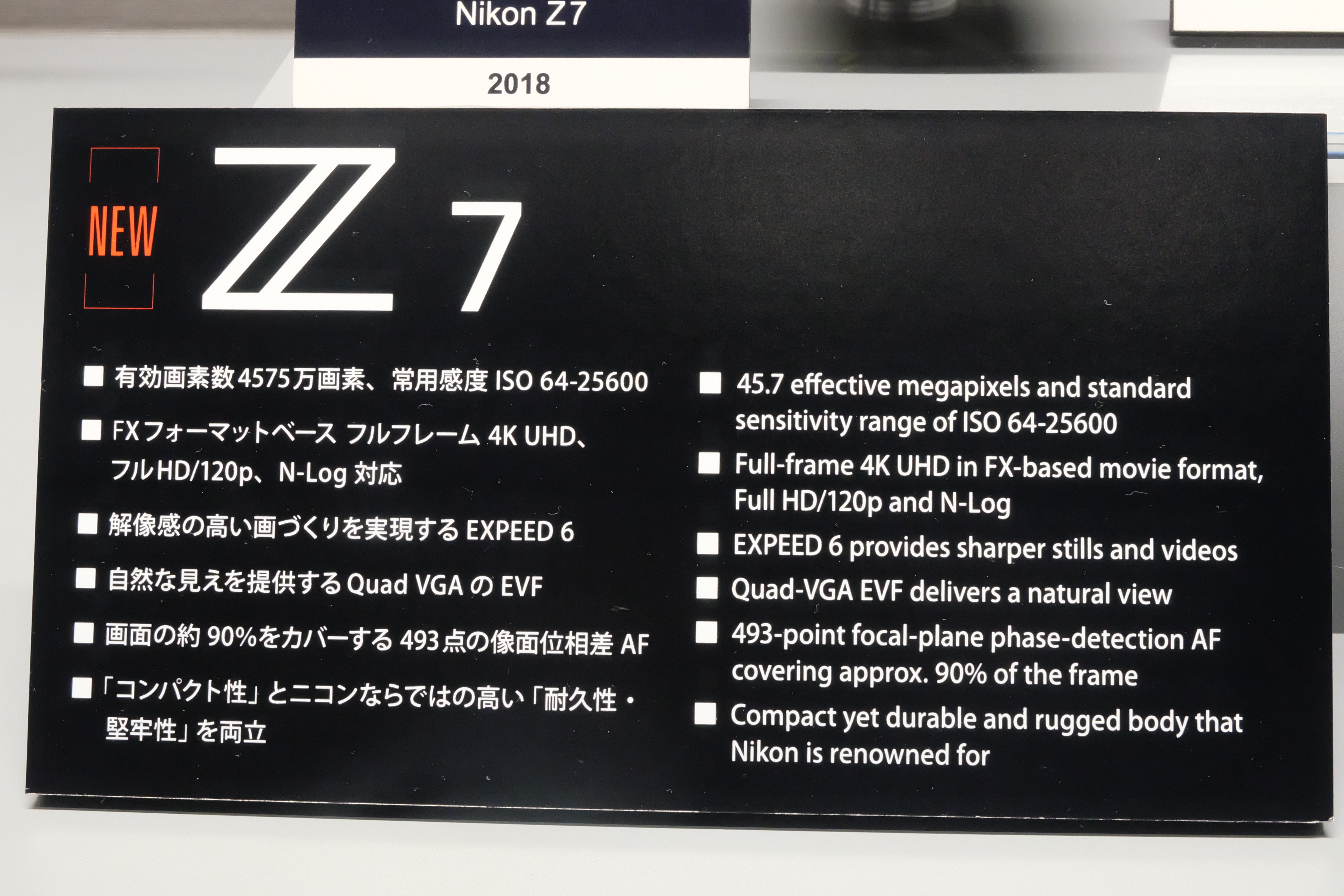
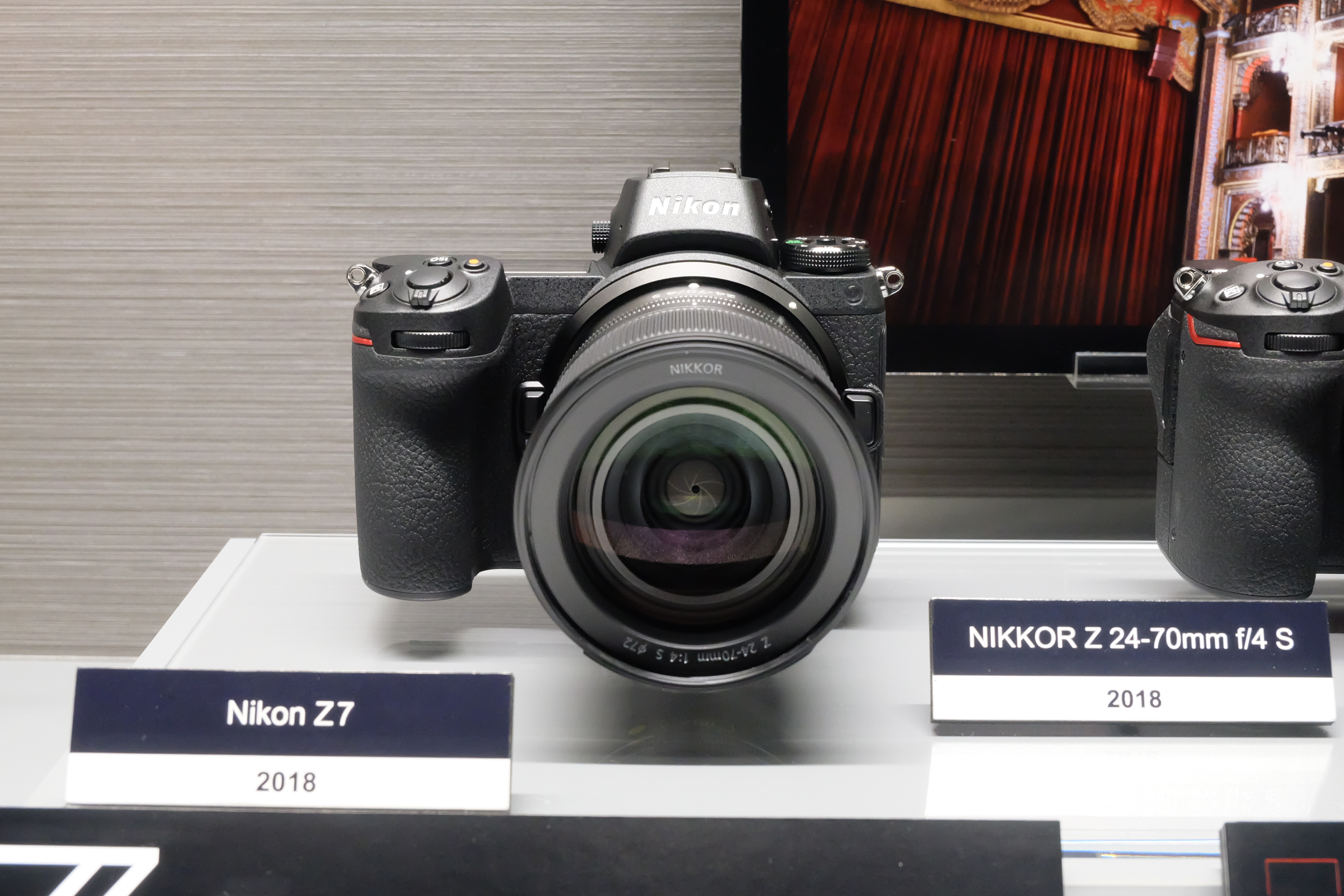
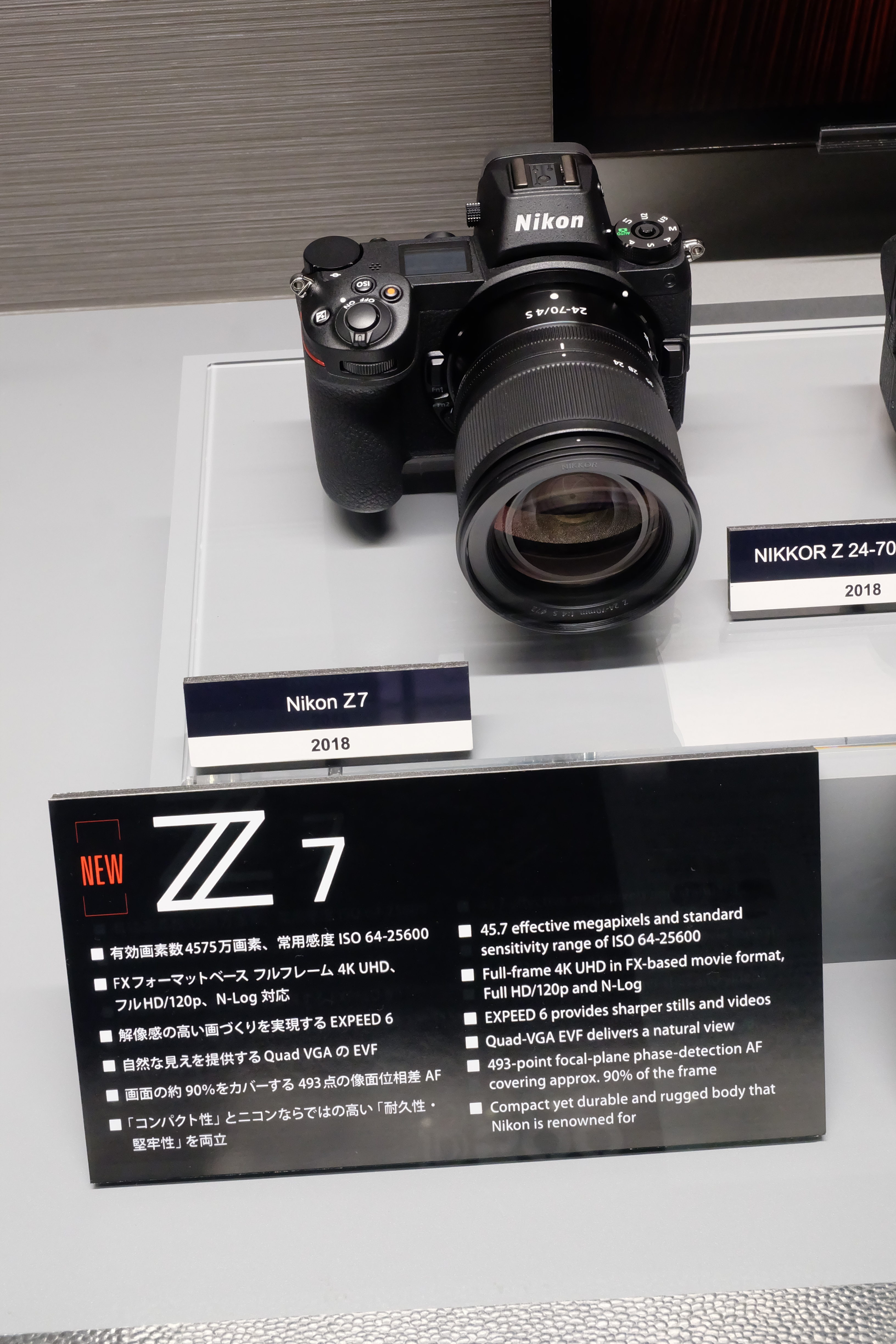

## 같이 보기
- 니콘 Z6